# 네나드 토모비치
네나드 토모비치(세르비아어: Ненад Томовић / Nenad Tomović, 1987년 8월 30일 ~ )는 AEK 라르나카에서 오른쪽 수비수로 뛰는 세르비아의 축구 선수이다.

## 클럽 경력
토모비치는 자신의 고향인 크라구예바츠에서 큰 클럽이였던 라드니치키 크라구예바츠에서 선수 생활을 시작하였다. 그는 그의 유스팀 경력에서 가장 중요한 시간을 보낸 라드로 이적하였다. 그는 아직 매우 어린 선수였지만 세르비아 몬테네그로 수페르리가 2005-06 시즌에 라드에서 뛰기도 하였다. 토모비치는 몇 차례 레드 스타 베오그라드에서 자신의 운을 시험해봤으나, 충분한 출전시간이 부여되지 않아 그는 항상 본인이 인정받는 선수였던 라드로 돌아갔다. 알렉산다르 얀코비치가 감독으로 부임하고 나서, 토모비치는 드디어 진정한 기회를 잡게 되었다.
그는 그때부터 마라카나의 주전 선수가 되었고 2007-08 시즌 후반기 거의 모든 경기들에 출전하였다. 토모비치는 레드 스타 베오그라드와 5년 계약을 맺었다. 2009년 7월 13일에 제노아는 350만 유로에 토모비치를 레드 스타 베오그라드에서 영입을 하였다.
2011년 1월 3일, 레체는 토모비치와 계약했음을 알렸고 그는 등에 '네나드(Nenad)'라는 이름을 달고 잔여 시즌 동안에 임대되었음을 발표하였다. 2010-11 시즌이 끝나고 나서, 토모비치는 다음 시즌에도 레체에서 뛰는 장기계약을 맺었다.
그는 중앙 수비수와 오른쪽 수비를 맡을 수 있다는 특징을 가져, 2012-13 시즌에 공동 소유 계약으로 피오렌티나에 입단하였다. 그 시즌이 지나고나서, 피오렌티나는 그의 나머지 절반 소유권을 제노아에게서 구매하였다.

## 국가대표팀 경력
토모비치는 세르비아 U-21 축구 국가대표팀에서 뛰어본적이 있다. 그는 또한 미로슬라브 주키치 감독에게서 차출되어서, 베이징에서 열린 2008년 하계 올림픽에서 세르비아 올림픽 대표팀으로 뛴 경력도 있다. 토모비치는 2008년 12월 14일에 거의 자국리그 선수 위주로 이루어진 폴란드 축구 국가대표팀에게 1-0으로 진 경기에서 성인대표팀 데뷔전을 치렀다.
토모비치는 부상으로 인해 2010년 FIFA 월드컵에 선발되지 못하였다.